# Leuconitocris rufomedioantennalis
Leuconitocris rufomedioantennalis é uma espécie de escaravelho da família Cerambycidae.  Foi descrito por Stephan von Breuning em 1964.